# Ворвик (Северна Дакота)
Ворвик (енгл. Warwick) град је у америчкој савезној држави Северна Дакота.

## Демографија
По попису из 2010. године број становника је 65, што је 10 (-13,3%) становника мање него 2000. године.
| Група             | 2000.      | 2010.      |
| Белци             | 43 (57,3%) | 37 (56,9%) |
| Афроамериканци    | 0 (0,0%)   | 0 (0,0%)   |
| Азијати           | 0 (0,0%)   | 0 (0,0%)   |
| Хиспаноамериканци | 0 (0,0%)   | 2 (3,1%)   |
| Укупно            | 75         | 65         |